# Кальмейер, Карл Фридрих Вильгельм
Карл Фридрих Вильгельм Кальмейер (нем. Karl Friedrich Wilhelm Kallmeyer; латыш. Karls Fridrihs Vilhelms Kalmeijers; 1775—1854) — курляндский священник и педагог. Служил в Елгавской гимназии.
Написал книгу для чтения на латышском языке «Друг детей» (латыш. Bērnu mīļotais, в старой орфографии «Behrnu millotis»; Митава, 1825). Был одним из активных авторов «Латышской газеты» (латыш. «Latviešu Avīzes», в старой орфографии «Latweeschu awises»), выходившей в Елгаве с 1822 года.